# Castafiore Cabaret
Castafiore Cabaret és el primer disc del grup català Els Amics de les Arts. Es va publicar el primer de juliol de 2008 amb el segell de Pistatxo Records. El disc és posterior a la publicació de les primeres maquetes de la banda, Catalonautes (2005) i Roulotte Polar (2008).
L'àlbum consta de sis cançons noves, tres de les quals se segueixen escoltant als concerts. D'una d'elles, «Déjà vu», se'n publicà un llibre d'il·lustracions. Una edició especial d'aquest CD es va repartir amb el número 153 de la revista Enderrock. El CD es pot descarregar gratuïtament a la pàgina oficial del grup.

## Llista de cançons
El disc el conformen sis cançons:
| Núm. | Títol                | Durada |
| ---- | -------------------- | ------ |
| 1.   | «Déja-Vu»            | 2:37   |
| 2.   | «A vegades»          | 5:18   |
| 3.   | «V»                  | 4:00   |
| 4.   | «L'endocrina»        | 3:06   |
| 5.   | «Exercici 60»        | 5:33   |
| 6.   | «El Código da Vinci» | 2:31   |